# Đảo Satumu
Pulau Satumu (Chinese: 沙都姆岛) là một đảo nhỏ nằm ở phía nam đảo chính của Singapore, đồng thời đây là hòn đảo nằm ở cực nam của Singapore. Ngọn hải đăng Raffles cũng nằm trên đảo này. Trong tiếng Mã Lai đảo này có nghĩa là "One Tree".

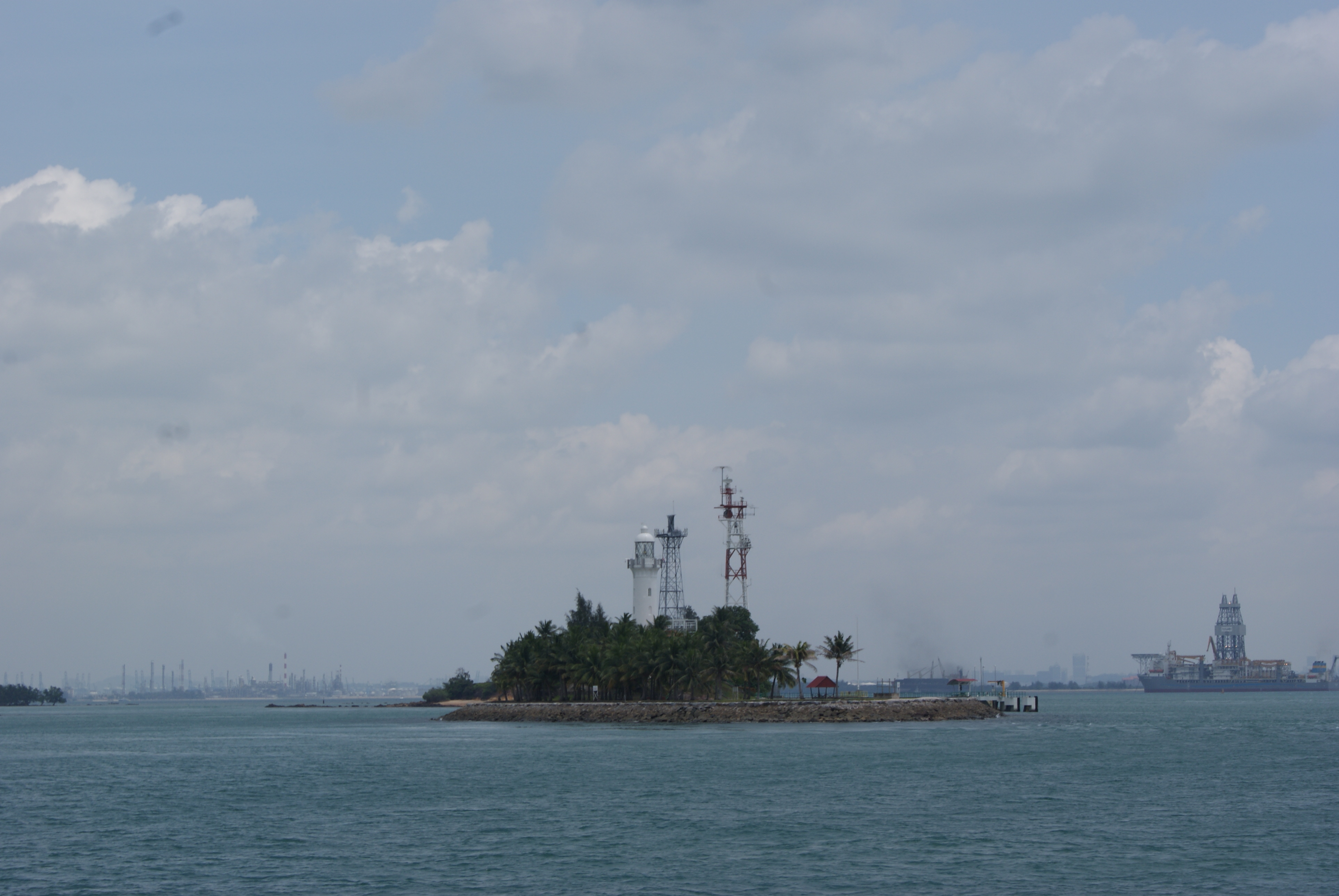
Đảo Satumu, chụp ảnh vào tháng 2 năm 2011